# BOU-VP-12/130
BOU-VP-12/130 es el nombre de catálogo, conocido comúnmente com Bouri, de los restos fósiles de un cráneo de Australopithecus garhi, de la que es el holotipo, de un antigüedad de 2,5 millones de años, dentro del Gelasiense (Pleistoceno) encontrados en el yacimiento de Bouri, Etiopía. El hallazgo fue realizado por Y. Haile-Selassie y su equipo en 1997, y posteriormente descrito por B. Asfaw et al. en 1999. Se cree que A. gahri podría descender directamente de Australopithecus afarensis.
Las iniciales BOU-VP del nombre corresponden a Bouri Vertebrate Paleontology y 12 a la localización.